# Йоганн Абрахам Іле
Йоганн Абрахам Іле (14 червня 1627 — бл. 1699) — німецький астроном-аматор, який відкрив перше відоме кульове скупчення M22 26 серпня 1665 року під час спостереження Сатурна в Стрільці .